# CCT p/b Champion System
CCT p/b Champion System ist ein neuseeländisches Radsportteam mit Sitz im belgischen Avelgem.
Die Mannschaft wurde 2015 gegründet und nimmt als Continental Team an den UCI Continental Circuits teil. Manager ist Jerry Stock, der von den Sportlichen Leitern Ken Hashikawa, Walter Maes und Franky Van Haesebroucke unterstützt wird.

## Saison 2015

### Erfolge in der UCI Oceania Tour
Bei den Rennen der UCI Oceania Tour im Jahr 2015 gelangen dem Team nachstehende Erfolge.
| Datum     | Rennen                                           | Kat. | Fahrer       |
| --------- | ------------------------------------------------ | ---- | ------------ |
| 9. Januar | Neuseeländische Meisterschaft – Einzelzeitfahren | CN   | Michael Vink |

### Mannschaft
| Name            | Geburtstag         | Nationalität | Team 2014                           |
| --------------- | ------------------ | ------------ | ----------------------------------- |
| Darijus Džervus | 20. Juli 1990      | Litauen      | Veranclassic-Doltcini               |
| Morten Gadgaard | 22. Mai 1991       | Dänemark     | Neoprofi                            |
| Tom Goovaerts   | 3. Juli 1988       | Belgien      | Veranclassic-Doltcini               |
| Joshua Haggerty | 20. Dezember 1995  | Neuseeland   | Neoprofi                            |
| Yuma Koishi     | 15. September 1993 | Japan        | Vini Fantini Nippo                  |
| Suguru Tokuda   | 31. Mai 1994       | Japan        | Neoprofi                            |
| Tanzou Tokuda   | 13. April 1992     | Japan        | National Institute of Sports Kanoya |
| Michael Vink    | 22. November 1991  | Neuseeland   | Team Budget Forklifts               |
| Sascha Weber    | 23. Februar 1988   | Deutschland  | Veranclassic-Doltcini               |
| Ryan Wills      | 19. Januar 1988    | Neuseeland   | Bike Aid-Ride for Help              |
| Mathew Zenovich | 26. Februar 1994   | Neuseeland   | Neoprofi                            |